# Traubenhafer
Die Traubenhafer (Danthonia) sind eine Gräsergattung aus der Familie der Süßgräser (Poaceae). Die Gattung ist nach dem französischen Botaniker und Agronomen Étienne Danthoine (1739–1794) benannt, der im 18. Jahrhundert die Gräser der Provence erforschte.

## Merkmale
Die Traubenhafer sind Ausdauernde Pflanzen mit teilweise langen Rhizomen. Sie sind rasen- oder Horst-bildend. Die Erneuerungstriebe wachsen innerhalb oder außerhalb der untersten Blattscheiden empor. Die Halme stehen aufrecht, selten niederliegend oder gekniet-aufsteigend. Sie haben drei bis sechs Knoten, die gerieft und kahl sind. Die Blattscheiden sind bis zum Grund offen, gerieft und kahl bis behaart. Die Ligula ist ein Wimpernkranz. Die Blattspreite ist flach bis eingerollt, schmal, meistens stark gerieft. In der Knospenlage sind die Blätter gerollt.
Der Blütenstand ist eine Rispe, kann aber zu einer Traube reduziert sein (etwa bei Danthonia alpina). Sie steht aufrecht, zusammengezogen bis ausgebreitet. Die Ährchen bestehen aus 2 bis 12 Blüten, wobei das oberste Blütchen meist reduziert ist. Die Ährchen sind bis zu 25 mm lang, an den Seiten zusammengedrückt. Zur Reife fallen die Blütchen einzeln aus, die Hüllspelzen bleiben stehen. Die Hüllspelzen sind gleichartig, 3- bis 7-nervig, gleich lang wie das Ährchen, häutig und zugespitzt. Die Deckspelzen haben meist 9 Nerven, sind behaart, derbhäutig und tragen an der Spitze zwei lange Zähne. Dazwischen setzt eine gekniete Granne an. Die Vorspelzen sind zweinervig, kürzer als die Deckspelzen und haben deutliche, bewimperte Kiele. Es gibt drei Staubblätter. Die Fruchtknoten sind eiförmig, kahl und tragen zwei kurze, endständige Griffel mit fedrigen Narben.
Die Karyopse ist kahl und fest von den Spelzen eingeschlossen. Der Embryo ist länglich. Der Nabel ist schmal-elliptisch oder strichförmig und nimmt ein Viertel bis vier Fünftel der Fruchtlänge ein.
Die vegetativen Organe speichern als Reservekohlenhydrate Fructane.

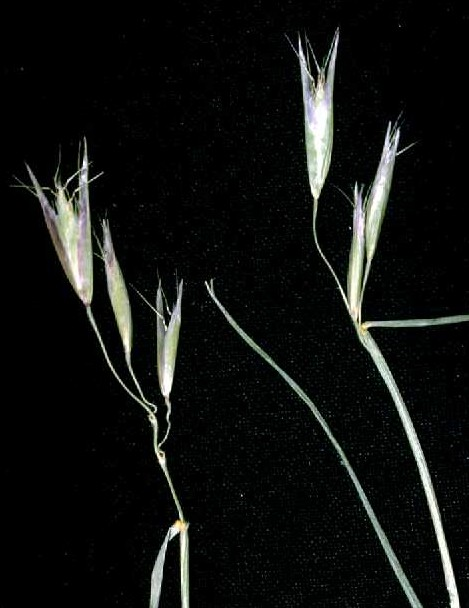
Danthonia californica

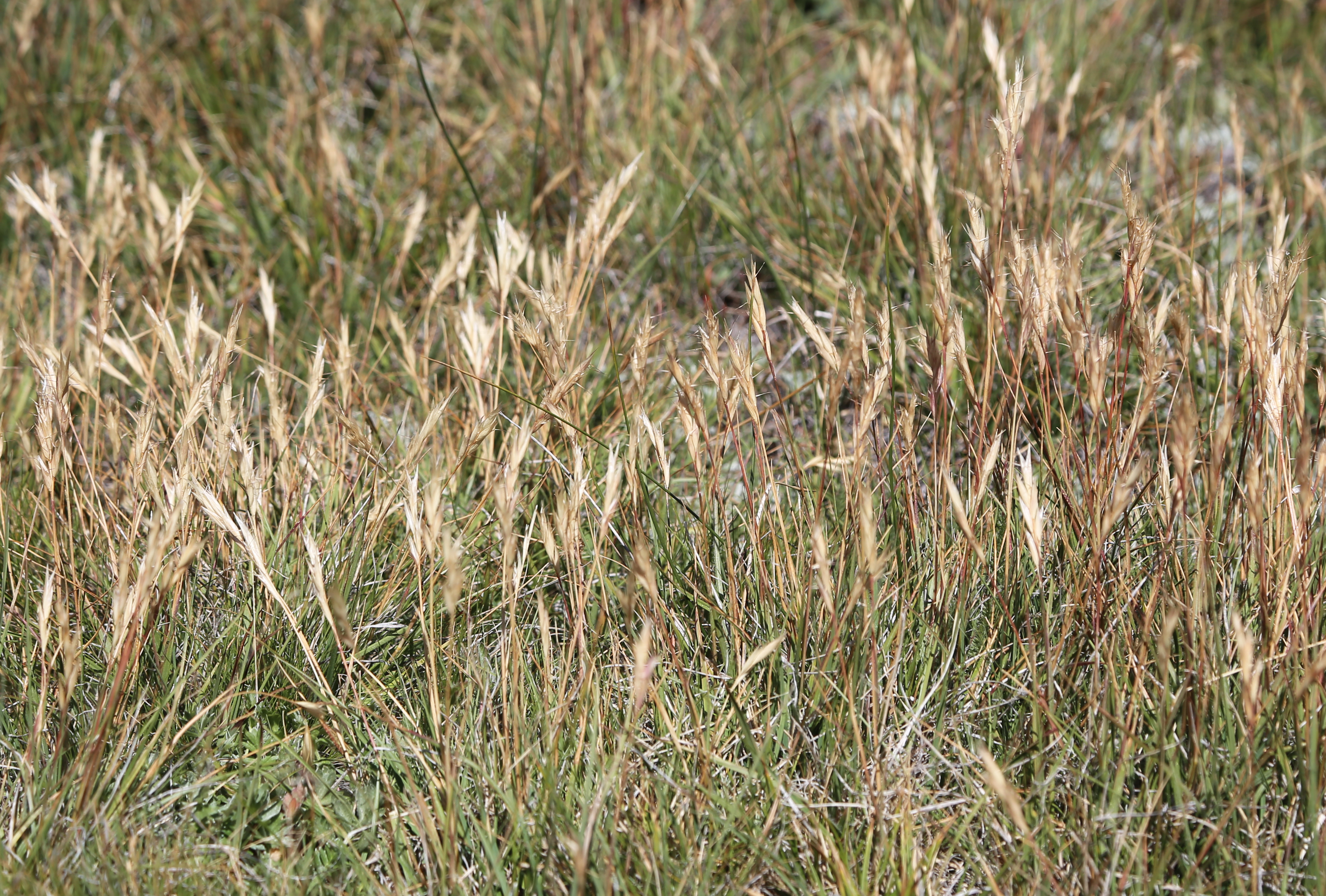
Danthonia intermedia

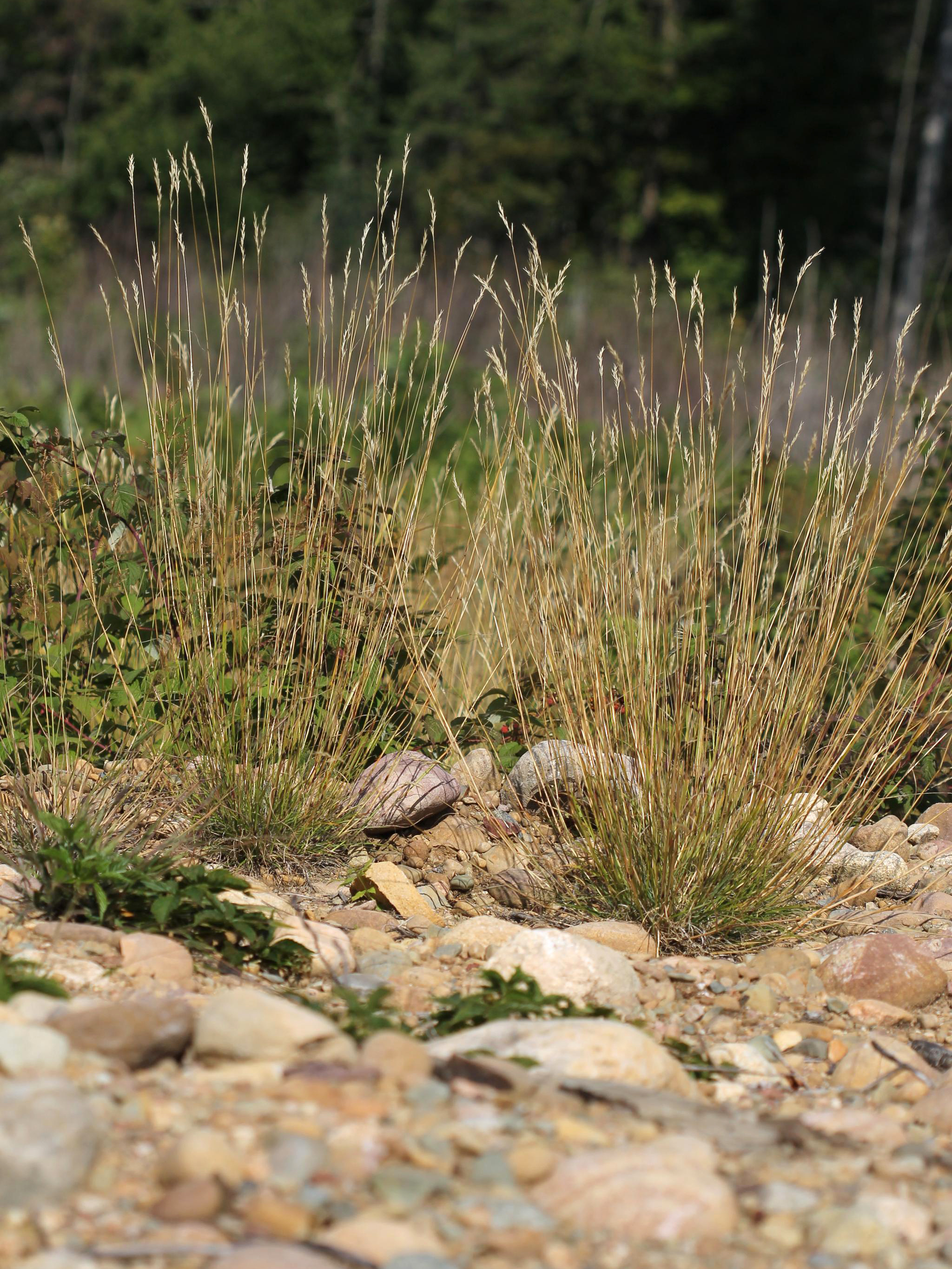
Danthonia spicata

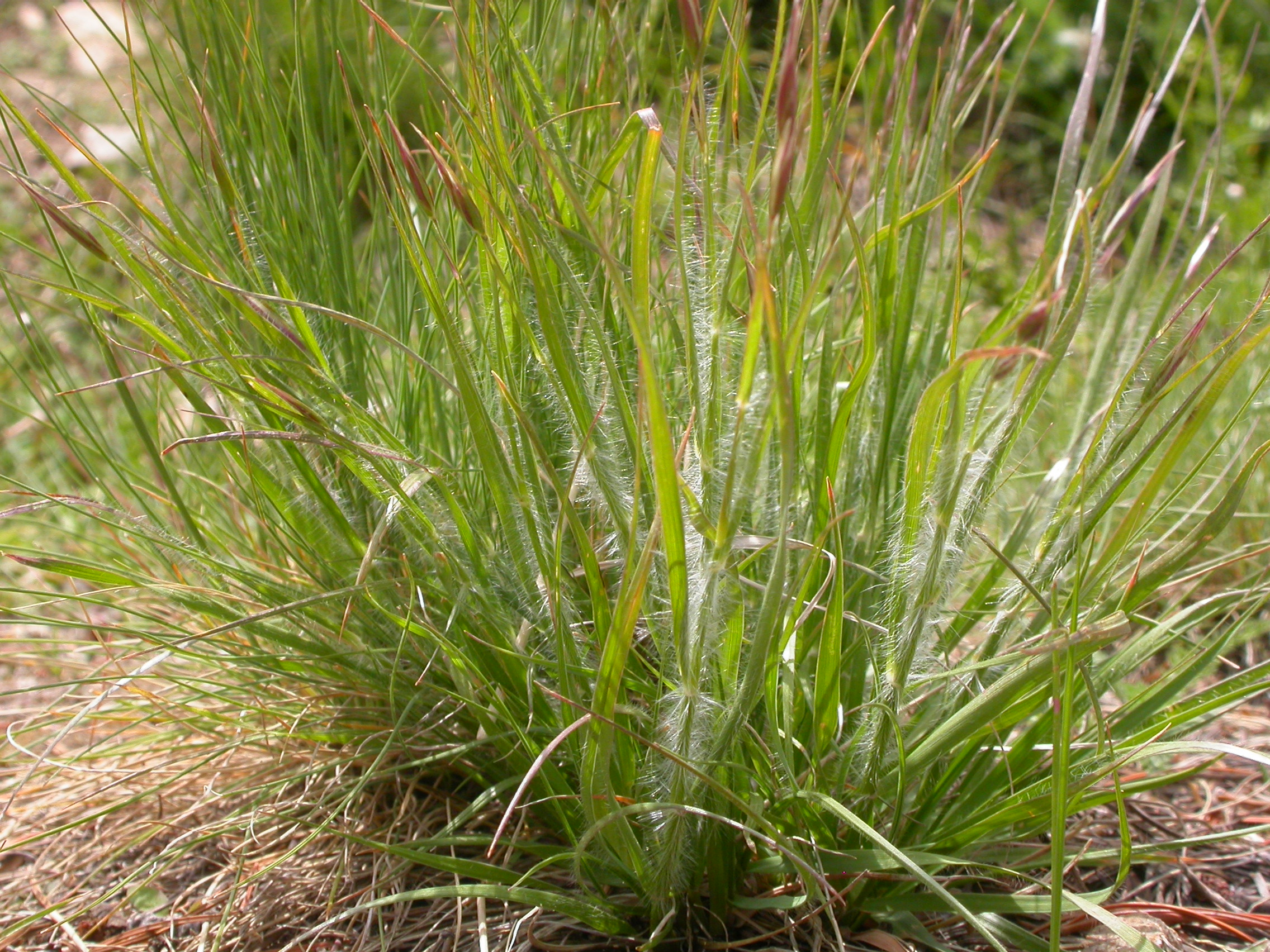
Danthonia unispicata

## Verbreitung
Die Gattung ist in der Holarktis und in der Neotropis verbreitet. Ihre Vertreter wachsen an offenen Standorten, in Grasländern und offenen Wäldern, häufig in hügeligen Gebieten.

## Systematik
Die Gattung Danthonia wird innerhalb der Familie in die Unterfamilie Danthonioideae und deren einzige Tribus Danthonieae gestellt. Die Gattung besteht aus rund 100 Arten.
Die Gras-Datenbank von Kew Gardens nennt folgende 26 Arten:
- Kelch-Traubenhafer (Danthonia alpina Vest): Sie kommt von Mitteleuropa und Südeuropa bis zum Kaukasus vor.[5]
- Danthonia annableae P.M. Peterson & Rúgolo: Sie kommt in Bolivien und im nordwestlichen Argentinien vor.[5]
- Danthonia araucana Phil.: Sie kommt im zentralen und im südlichen Chile vor.[5]
- Danthonia boliviensis Renvoize: Sie kommt in Bolivien vor.[5]
- Danthonia × breviaristata (Beck) Vierh. = Danthonia alpina × Danthonia decumbens: Sie kommt in Italien, Frankreich, Tschechien, Österreich und Rumänien vor.[5]
- Danthonia breviseta Hack.: Sie kommt im brasilianischen Bundesstaat Rio de Janeiro vor.[5]
- Danthonia californica Bol.: Sie kommt vom westlichen Kanada bis zu den westlichen und zentralen Vereinigten Staaten vor und außerdem im zentralen Chile.[5]
- Danthonia cernua Döll: Sie kommt im südlichen Brasilien vor.[5]
- Danthonia chaseana Conert: Sie kommt im brasilianischen Bundesstaat Minas Gerais vor.[5]
- Danthonia chiapasensis Davidse: Sie kommt im südöstlichen Mexiko vor.[5]
- Danthonia chilensis É. Desv.: Sie kommt von Chile bis ins westliche Argentinien und auf den Juan-Fernández-Inseln vor.[5]
- Danthonia cirrata Hack. & Arechav.: Sie kommt von Bolivien bis Brasilien, Argentinien und Uruguay vor.[5]
- Danthonia compressa Austin: Sie kommt in Alaska und vom östlichen Kanada bis zu den östlichen Vereinigten Staaten vor.[5]
- Dreizahn (Danthonia decumbens (L.) Lam. & DC.): Sie kommt in Europa, vom Mittelmeerraum bis zum Kaukasus und in Makaronesien vor.[5]
- Danthonia domingensis Hack. & Pilg.: Sie kommt in drei Unterarten auf Hispaniola und auf Jamaika vor.[5]
- Danthonia holm-nielsenii Laegaard: Sie kommt in Ecuador vor.[5]
- Danthonia intermedia Vasey: Sie kommt in zwei Unterarten von Kanada bis zu den Vereinigten Staaten und im fernöstlichen asiatischen Russland vor.[5]
- Danthonia malacantha (Steud.) Pilg.: Sie kommt im zentralen und südlichen Chile und auf den Juan-Fernández-Inseln vor.[5]
- Danthonia melanathera (Hack.) Bernardello: Sie kommt im nördlichen Argentinien vor.[5]
- Danthonia montevidensis Hack. & Arechav.: Sie kommt vom südlichen Brasilien bis Uruguay und dem nordöstlichen Argentinien vor.[5]
- Danthonia parryi Scribn.: Sie kommt vom westlichen und zentralen Kanada bis zu den westlichen und zentralen Vereinigten Staaten vor.[5]
- Danthonia rhizomata Swallen: Sie kommt vom südlichen Brasilien bis Uruguay vor.[5]
- Danthonia rugoloana Sulekic: Sie kommt in der Provinz Salta in Argentinien vor.[5]
- Danthonia secundiflora J. Presl: Sie kommt in zwei Unterarten von Mexiko bis Guatemala und vom westlichen Südamerika bis Uruguay vor.[5]
- Danthonia sericea Nutt.: Sie kommt von den östlichen Vereinigten Staaten bis Texas vor.[5]
- Danthonia spicata (L.) Roem. & Schult.: Sie ist in Nordamerika weitverbreitet.[5]
- Danthonia unispicata (Thurb.) Munro ex Macoun: Sie kommt vom westlichen Kanada bis zu den westlichen und zentralen Vereinigten Staaten vor.[5]

Nicht mehr zu dieser Gattung werden gerechnet:
- Danthonia cachemyriana Jaub. & Spach  =>   Tenaxia cachemyriana (Jaub. & Spach) N.P.Barker & H.P.Linder
- Danthonia cumminsii Hook. f.  =>  Tenaxia cumminsii (Hook.f.) N.P.Barker & H.P.Linder

## Belege
- Siegmund Seybold (Hrsg.): Schmeil-Fitschen interaktiv (CD-Rom), Quelle & Meyer, Wiebelsheim 2001/2002, ISBN 3-494-01327-6
- Walter Erhardt u. a.: Der große Zander. Enzyklopädie der Pflanzennamen. Band 2. Verlag Eugen Ulmer, Stuttgart 2008, ISBN 978-3-8001-5406-7